# 生态位

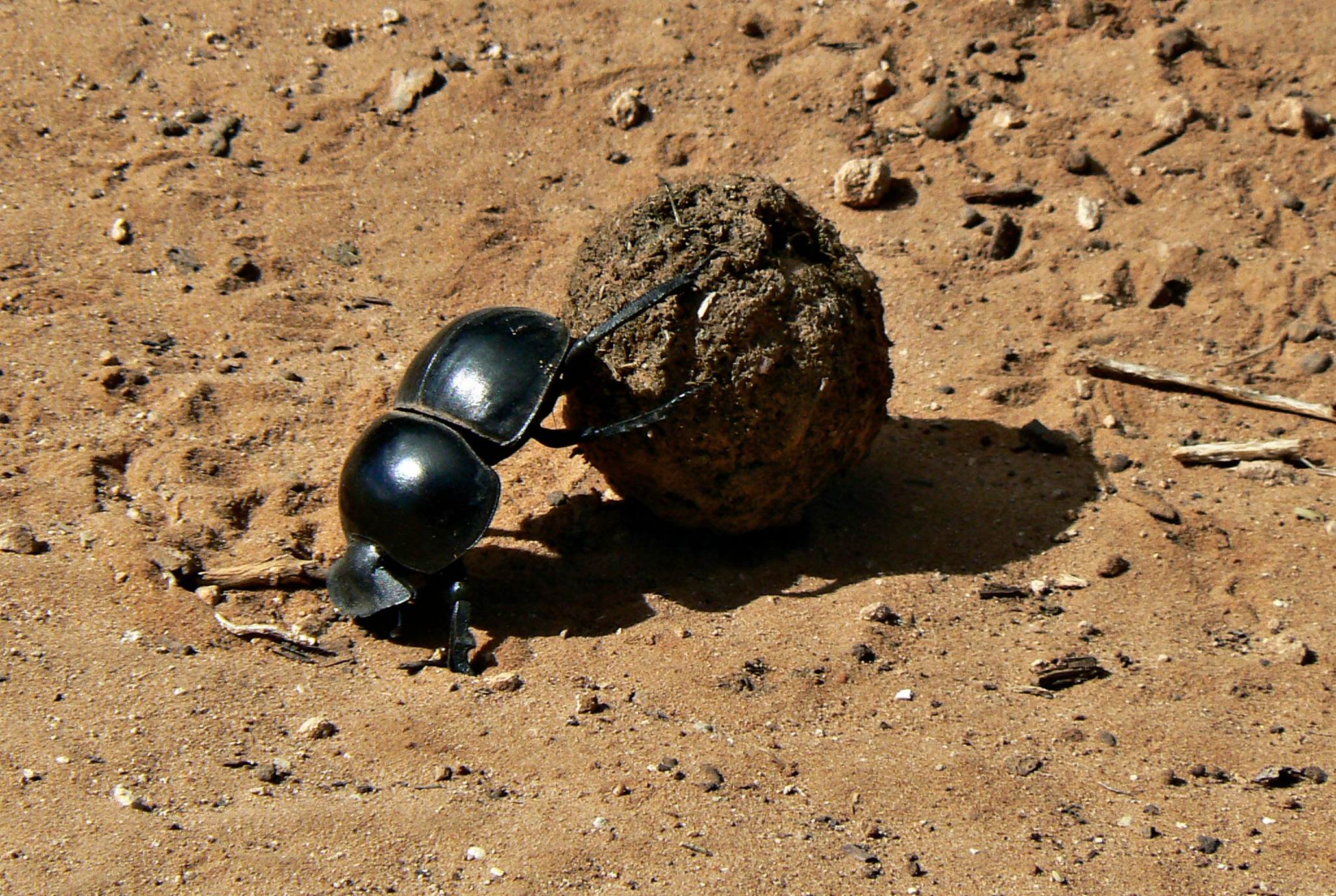
不会飞的粪甲虫占有生态位利用动物排泄物作为食物来源

生态位（ecological niche，niche）又稱生態地位、生态龛、生态栖位、生态龛位，生态位是一个物种所处的环境以及其本身生活习性的总称。每个物种都有自己独特的生态位，借以跟其他物种作出区别。小生境（microhabitat）是生物周围与其发生密切联系的很小范围内的具体生境。由于小生境没有特定的界限，是一个相对的概念，常与生态位混用。
生态位包括该物种觅食的地点，食物的种类和大小，还有其每日的和季节性的生物节律。
生态位的概念是由喬瑟夫·格林尼爾於1917年首次提出的。这个概念在许多方面有广泛应用，比如市场营销方面的「利基」概念。
群落生境（其同义词为栖息地）只是生态位这个概念的一部分。生态位的含义远不止是“生活空间”（温度，空气湿度等环境因素的综合，它是生物生存的依据）的一个抽象概念，它描述了一个物种在其群落生境中的功能作用，而且它带有构成群落生境的自然因素所留下的烙印。它是一个物种为求生存而所需的广义“资源”。例如：蝙蝠需要在某地夜间捕食蚊子。这里面某地的自然因素（例如空气质量，其他关系到蝙蝠栖息地的因素），蝙蝠夜间运动的可行性，蚊子都是蝙蝠的生态位的一部分。一个物种只能占有一个生态位。
生态位的环境因素（温度，食物，地表湿度，生存环境等）的综合，构成概念生态位空间。这是一种n维超体积，但出于可视化的原因会将它简化为二维或三维龛位图进行显示。每种环境因素成为一个维度。在两个生态龛位中，考虑观察的维度越多，两个生态龛位的差别就越明显，越容易被区分开来。 
生态位分两个层次：
- 基本生态位：是生态位空间的一部分，一个物种有在其中生存的可能。这个基本生态位是由物种的变异和适应能力决定的，而并非其地理因素。或者说基本生态位是实验室条件下的生态位，里面不存在捕食者和竞争。
- 现实生态位：是基本生态位的一部分，但考虑到生物因素和它们之间的相互作用。或者说是自然界中真实存在的生态位。

人们可以从特殊的性质或角度考虑，定义更多的生态位：
- 营养生态位：根据营养情况划分的生态位。
- 最小环境：对一个物种来说可持续生存的最小环境。

两个地区，虽然地理上被分隔，但却有着相似的非生物因素，在这两个地区生活的物种会占有相似的生态位。这会导致趋同演化的发生，即是两个物种虽然无亲缘关系，但却各自独立的发展出相似的身体构造去适应环境。南极的捕鱼能手，不会飞的鸟——企鹅和已灭绝的欧洲的大海雀一样占有相似的生态位。澳洲的袋鼹和欧洲的田鼠都有挖土铲的前肢，它们在泥土中挖掘通道，捕食细小的动物，它们占有相似的细小地下肉食性动物生态位。
对于一个地理上不存在分隔的生态系统中，在生态平衡时，各个生物的生态位原则上不重合。若有重合，那么必然是不稳定的，它必然会通过物种间的竞争来削减生态位的重叠，直到平衡为止。竞争，比如需要相似生态位的入侵物种的进入，会导原生物種存在区域减少。如果存在区域太小，会导致一个物种的灭绝。这就是竞争排除原则。 
进化导致的是两个有亲缘关系的物种去占据不同的生态位，减少竞争的机会。一个很好的例子是加拉帕戈斯群岛的達爾文雀的进化（适应辐射）。 
换句话说，进化以及新的物种出现的重要原因是空余的生态位出现了，而这种情况大多是由于灾难或者地理分隔导致的。
生态位的数量与生态系统的气候，地理和生物因素有关。相应的物种数会因这些因素的差异导致有很大的不同。极地，例如格陵兰的冰川，南极洲或是高原的生态位数就不及热带的原始森林或是珊瑚礁的多。

## 参看
- 存在区域
- 灾变论
- 物种分布模型